# El Manzano
El Manzano è un comune spagnolo di 96 abitanti situato nella comunità autonoma di Castiglia e León.